# 恩尼斯主教座堂
恩尼斯圣伯多禄圣保禄主教座堂（Cathedral of Saints Peter and Paul）是天主教基拉卢教区的主教座堂，位于爱尔兰共和国克莱尔郡, 恩尼斯.

## 历史
1828年，教堂的场地被捐赠给教区，用于为恩尼斯修建一座堂区教堂。建筑工程开始后，进展缓慢。1842年，尚未完工的教堂即用于举行弥撒。一年后教堂祝圣，供奉圣伯多禄和圣保禄。
爱尔兰大饥荒期间, 教堂的发展基本停止，但后来教堂的内部设计工作开始。教堂的钟楼和尖顶于1874年完工。1889年，堂区教堂提升为准主教座堂，主教在恩尼斯居住。

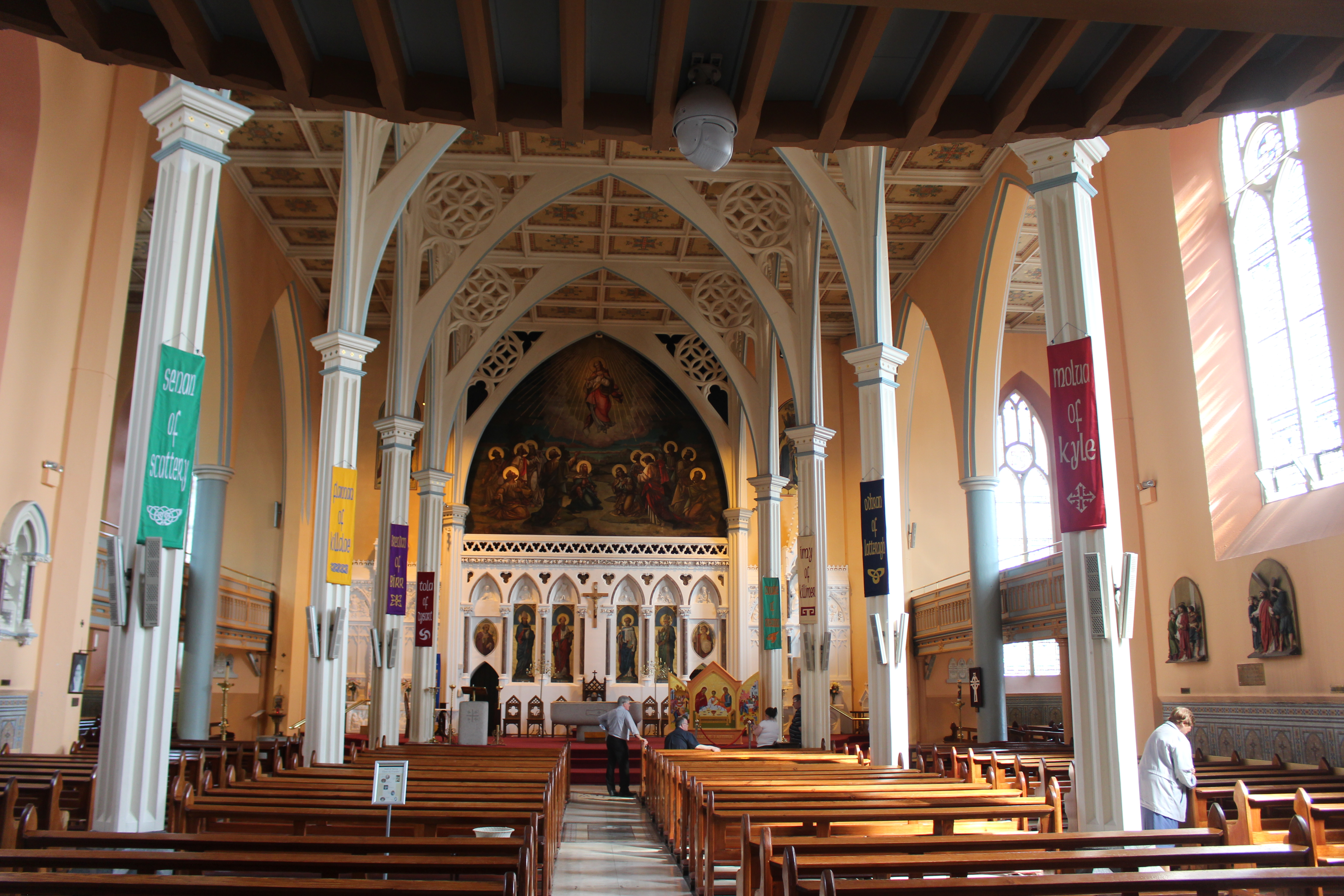
内部

1890年，托马斯·J·麦克雷蒙德成为基拉卢主教，决定将主教座位设在恩尼斯，因此，堂区教堂被指定为基拉卢教区的准主教座堂。
1894年，主教座堂的主入口建成，并对建筑进行了广泛的重新装修。20世纪30年代，该建筑增加了一个新的祭衣间和座堂会议厅，并安装了现在的管风琴和神职席。
1973年，主教座堂关闭了六个月，按照梵蒂岡第二屆大公會議的要求对建筑进行改造。管风琴于1985年翻新。
1990年，准主教座堂成为主教座堂。1995年发生火灾后重建，内部重新装修，工程于1996年底完成。